# St.-Vinzenz-Kinderheim Bochum
Das St.-Vinzenz-Kinderheim ist ein ehemaliges katholisches Waisenhaus am Imbuschplatz in Bochum.

## Geschichte
Das Haus geht auf das Jahr 1887 zurück. Um 1900 wurden etwa 180 Kinder von den Barmherzigen Schwestern verpflegt und erzogen, die auch eine Kinderbewahr- und Handarbeitsschule betrieben.
Im Zweiten Weltkrieg sollten alle Kinder evakuiert werden. Am 26. Juni 1943 waren bereits 150 Jungen und Mädchen ins Sauerland verlegt worden und weitere 100 Kinder hatten bereits ihre Koffer gepackt, als eine Bombe das Haus traf. 104 Menschen wurden verschüttet. 65 Jungen und Mädchen starben. Beim Neubau des Kinderheimes im Jahr 1957 wurde ein Mosaik zur Erinnerung und Mahnung erstellt. Das neue Haus bot Platz für 200 Kinder.
Etwa um das Jahr 1989 wandelte sich das Konzept. Kinder wurden in Wohngruppen untergebracht. Im Jahr 2000 gaben die Vincentinnerinen das Haus an Petra Funke ab.